# Nomioides tadzhicus
Nomioides tadzhicus är en biart som beskrevs av Pesenko 1983. Nomioides tadzhicus ingår i släktet Nomioides och familjen vägbin. Inga underarter finns listade i Catalogue of Life.